# Ваятт Расселл
Ваятт Хоун Расселл (нар. 10 липня 1986 р.) — американський актор і колишній хокеїст.

## Раннє життя
Расселл народився в Лос-Анджелесі, штат Каліфорнія, у акторів Курта Расселла та Голді Хоун. У нього є три старші зведені сестри: актори Олівер і Кейт Хадсон, від попереднього шлюбу матері з актором і музикантом Біллом Хадсоном, і Бостон Расселл, від попереднього шлюбу батька з актрисою та співачкою сезону Хюблі. Він — онук актора Бінга Расселла. Має угорсько-єврейське (від своєї бабусі по матері), німецьке, англійське, шотландське та ірландське походження.

## Кар'єра
Расселл грав на позиції воротаря за численні аматорські і професійні команди хокею, включаючи Richmond Sockeyes, Langley Hornets, Coquitlam Express, Chicago Steel, Brampton Capitals і Groningen Grizzlies. Він також грав за хокейну команду Alabama–Huntsville Chargers університету Алабами в Хантсвілі. Змушений був перервати хокейну кар'єру через травми.
Расселл знімався у таких фільмах, як «Втеча з Лос-Анджелеса», «Солдат», «Ковбої проти прибульців», «Кохання по дорослому», «Молоді серця», «Ми такі, які є» (2013) і «Вибивайло: Епічна сутичка» (2017). Також з'явився у фільмі 2014 року «Мачо і ботан 2». У 2016 році він знявся у фільмі «Folk Hero & Funny Guy», прем'єра його відбулася в рамках кінофестивалю Tribeca Film Festival. Того ж року Расселл знявся в епізоді «Бета-тест» телесеріалу-антології «Чорне дзеркало».
У 2018 році він та Йован Адепо зіграли головні ролі у фільмі жахів «Оверлорд», дія якого розгортається з часів Другої світової війни.
У 2021 році зіграв роль американського агента Джона Уокера у телесеріалі «Сокіл та Зимовий солдат», який є частиною Кіновсесвіту Marvel.

## Особисте життя
14 березня 2012 року, після двох років побачень, Рассел одружився зі стилісткою Санні Гамерс, з якою познайомився в Нідерландах, де грав за місцеву хокейну команду. Подружжя розійшлося 2 березня 2015 року і мирно розлучилося 24 жовтня 2017 року.
У 2016 році Рассел розпочав стосунки з Мередіт Гаґнер, з якою познайомився на знімальному майданчику «Folk Hero & Funny Guy». У квітні 2018 року пара придбала іспанський будинок 1930-х у місті Шерман-Оукс, Каліфорнія. Вони одружилися 2 вересня 2019 року в Аспені, штат Колорадо.

## Фільмографія

### Фільми
| Рік  |    | Українська назва                  | Оригінальна назва              | Роль                      |
| ---- | -- | --------------------------------- | ------------------------------ | ------------------------- |
| 1987 | ф  | За бортом                         | Overboard                      | дитина на полі для гольфу |
| 1996 | ф  | Втеча з Лос-Анджелеса             | Escape from L.A.               | хлопчик-сирота            |
| 1998 | ф  | Солдат                            | Soldier                        | 11-річний Тодд            |
| 2006 | кф | Остання вечеря                    | The Last Supper                | Фома невіруючий           |
| 2010 | ф  | Круті кекси                       | High School                    | обкурений підліток        |
| 2011 | ф  | Ковбої проти прибульців           | Cowboys & Aliens               | Маленький Міккі           |
| 2012 | ф  | Кохання по дорослому              | This Is 40                     | кокетливий хокеїст        |
| 2013 | ф  | Ми такі, які є                    | We Are What We Are             | заступник шерифа Андерс   |
| 2013 | ф  | Молоді серця                      | Love and Honor                 | Тофер Лінкольн            |
| 2014 | ф  | Мачо і ботан 2                    | 22 Jump Street                 | Зук Гейт                  |
| 2014 | ф  | Холод у липні                     | Cold in July                   | Фредді Рассел             |
| 2014 | ф  | У дверей диявола                  | At the Devil's Door            | Сем                       |
| 2015 | кф | В'язень                           | Prisoner                       | Will                      |
| 2016 | ф  | Кожному своє                      | Everybody Wants Some!!         | Чарлі Віллоубі            |
| 2016 | ф  | Народний герой та смішний хлопець | Folk Hero & Funny Guy          | Джейсон                   |
| 2017 | ф  | Інгрід їде на Захід               | Ingrid Goes West               | Езра О'Кіф                |
| 2017 | ф  | Столик № 19                       | Table 19                       | Тедді                     |
| 2017 | ф  | Вибивайло: Епічна сутичка         | Goon: Last of the Enforcers    | Андерс Каїн               |
| 2017 | ф  | Озеро Шімер                       | Shimmer Lake                   | Ед Бертон                 |
| 2018 | ф  | Блейз                             | Blaze                          | Глін                      |
| 2018 | ф  | Оверлорд                          | Overlord                       | Капрал Льюїс Форд         |
| 2021 | ф  | Жінка у вікні                     | The Woman in the Window        | Девід Вінтерс             |
| 2024 | ф  | Нічний заплив                     | Night Swim                     | Рей Воллер                |
| 2025 | ф  | Щиро запрошуємо Вас               | You're Cordially Invited       | танцюрист у масці         |
| 2025 | ф  | Громовержці*                      | Thunderbolts*                  | Джон Вокер / Агент США    |
| 2025 | ф  | Зломлений                         | Broke                          | Тру Брендівайн            |
| 2026 | ф  | Месники: Судний день              | Avengers: Doomsday             | Джон Вокер / Агент США    |
| 2026 | ф  | Майбутній фільм Стівена Спілберга | Untitled Steven Spielberg film |                           |

### Телебачення
| Рік       |    | Українська назва               | Оригінальна назва                 | Роль                                                                        |
| --------- | -- | ------------------------------ | --------------------------------- | --------------------------------------------------------------------------- |
| 2010      | с  | Закон і порядок: Лос-Анджелес  | Law & Order: LA                   | Сем Ломіс (Епізод: "Hollywood")                                             |
| 2013      | с  | Уповільнений розвиток          | Arrested Development              | Оуквуд (Епізод: "Colony Collapse")                                          |
| 2013      | с  | Ходячі мерці: Клятва           | The Walking Dead: The Oath        | Пол (інтернет-серія)                                                        |
| 2016      | с  | Чорне дзеркало                 | Black Mirror                      | Купер (Епізод "Бета-тест")                                                  |
| 2018—2019 | с  | Ложа 49                        | Lodge 49                          | Шон «Дад» Дадлі (20 епізодів)                                               |
| 2020      | с  | Пташка Господа милосердного    | The Good Lord Bird                | Дж. Е. Б. Стюарт (3 епізоди)                                                |
| 2021      | с  | Сокіл та Зимовий солдат        | The Falcon and the Winter Soldier | Джон Вокер / Капітан Америка (6 епізодів)                                   |
| 2021      | с  | Marvel Studios: Загальний збір | Marvel Studios: Assembled         | себе (Епізод: "Assembled: The Making of The Falcon and the Winter Soldier") |
| 2022      | с  | Під прапором небес             | Under the Banner of Heaven        | Ден Лафферті (3 епізоди)                                                    |
| 2023—2024 | с  | Монарх: Спадщина монстрів      | Monarch: Legacy of Monsters       | молодий Лі Шоу (10 епізодів)                                                |
| 2024      | мс | А що як...?                    | What If...?                       | Джон Вокер / Агент США (Епізод "What If... 1872?")                          |

## Нагороди та номінації
| Рік  | Нагорода                                              | Категорія                                                                           | Висунута робота         | Результат | Прим.  |
| ---- | ----------------------------------------------------- | ----------------------------------------------------------------------------------- | ----------------------- | --------- | ------ |
| 2014 | Teen Choice Awards 2014                               | Прорив року                                                                         | Мачо і ботан 2          | Номінація | [ 23 ] |
| 2021 | Телевізійна нагорода Асоціації голлівудських критиків | Найкращий актор другого плану у стімінговому серіалі, драма                         | Сокіл та Зимовий солдат | Номінація | [ 24 ] |
| 2022 | Телевізійна нагорода Асоціації голлівудських критиків | Найкращий актор другого плану у стімінговому лімітованому або антологічному серіалі | Під прапором небес      | Номінація | [ 25 ] |